# Derek A. Welsby
Derek Anthony Welsby (ur. 1956) – brytyjski historyk, archeolog, nubiolog. 

## Życiorys
Doktorat na Uniwersytecie w Newcastle w 1980 roku. Obecnie jest kuratorem działu nubijskiego w British Museum w Londynie.

## Wybrane publikacje
- The Kingdom of Kush. The Napatan and Meroitic Empires, London: British Museum Press 1996, ISBN 0-7141-0986-X.
- The Medieval Kingdoms of Nubia. Pagans, Christians and Muslims on the Middle Nile, London: British Museum Press 2002, ISBN 0-7141-1947-4.